# Tel Jokne'am
Tel Jokne'am (hebrejsky: תל יקנעם, arabsky: Tal Kejmun) je pahorek a sídelní tel o nadmořské výšce 121 metrů v severním Izraeli.
Leží na pomezí vysočiny Ramat Menaše, pohoří Karmel a zemědělsky využívaného Jizre'elského údolí, cca 20 kilometrů jihovýchodně od centra Haify, na severním okraji města Jokne'am. Má podobu výrazného návrší s odlesněnými svahy, které je situováno při vyústění vádí Nachal Jokne'am do Jizre'elského údolí. Vádí vede podél západní strany kopce a paralelně s ním je trasována i dálnice číslo 70. Na jižní straně na pahorek přímo navazuje zastavěné území města Jokne'am (čtvrť Nof ha-Emek). Na jihovýchodní straně je to zástavba stejnojmenné vesnice Jokne'am.
Pahorek má starou sídelní tradici. Archeologické výzkumy zde odhalily více než dvacet sídelních vrstev, od starověku až po novověké arabské osídlení. Stával tu biblický Joknoám, který zmiňuje například Kniha Jozue 12,22 Lokalita využívala své strategické polohy při významné komunikační ose a také několika pramenů, které vyvěrají na úbočí kopce, zejména Ejnot Jokne'am (עינות יקנעם) na východním úpatí. Místo bylo obýváno i v dobách křižáků. V roce 1760 postavil tehdejší lokální vládce Daher el-Omar na tomto kopci pevnost, jejíž zbytky jsou tu dodnes patrné. Pahorek je turisticky využíván.